# 夸德拉
夸德拉是巴西圣保罗州的一个市镇。总面积205.033平方公里，总人口3205人，人口密度15.6人/平方公里。